# Campeonato Paraguaio de Futebol de 1992
O Campeonato Paraguaio de Futebol de 1992 foi o octagésimo segundo torneio desta competição. Participaram doze equipes. o Club Sport Colombia foi rebaixado.  O campeão do torneio representaria o Paraguai na Copa Libertadores da América de 1993.A segunda vaga para o torneio internacional era dada ao vencedor do jogo entre o vice-campeão paraguaio e o campeão do Torneo República de 1992. O terceiro colocado iria para a Copa Conmebol (1993).
| Equipe                    | Cidade      | Departamento     | No ano anterior                                                      | Estádio | Capacidade | Títulos                                                 | Participações |
| ------------------------- | ----------- | ---------------- | -------------------------------------------------------------------- | ------- | ---------- | ------------------------------------------------------- | ------------- |
| Club Cerro Porteño        | Assunção    | Distrito Capital | Vice Campeão                                                         | --      | --         | 21 (último em 1990)                                     | 76            |
| Club Guaraní              | Assunção    | Distrito Capital | Quarto Lugar                                                         | --      | --         | 9 (1906,1907, 1921, 1923, 1949, 1964, 1967, 1969, 1984) | 81            |
| Club Olimpia              | Assunção    | Distrito Capital | Terceiro Lugar                                                       | --      | --         | 33 (último em 1989)                                     | 82            |
| Club Libertad             | Assunção    | Distrito Capital | Lugar                                                                | --      | --         | 7 (1910, 1920, 1930,1943, 1945, 1955, 1976 )            | 78            |
| Club Sportivo Luqueño     | Luque       | Central          | Quarto Lugar                                                         | --      | --         | 2 (1951,1953)                                           | 58            |
| Sol de América            | Assunção    | Distrito Capital | Campeão                                                              | --      | --         | 2 (1986, 1991)                                          | 76            |
| Club Atlético Colegiales  | Assunção    | Distrito Capital | Lugar                                                                | --      | --         | 0 (não possui)                                          | 10            |
| Club Sportivo San Lorenzo | San Lorenzo | Central          | Lugar                                                                | --      | --         | 0 (não possui)                                          | 21            |
| Club River Plate          | Assunção    | Distrito Capital | Lugar                                                                | --      | --         | 0 (não possui)                                          | 74            |
| Club Nacional             | Assunção    | Distrito Capital | Lugar                                                                | --      | --         | 6 (1909, 1911, 1924, 1926, 1942, 1946)                  | 79            |
| Club Cerro Corá           | Assunção    | Distrito Capital | Lugar                                                                | --      | --         | 0 (não possui)                                          | 2             |
| Club Presidente Hayes     | Assunção    | Distrito Capital | Campeão do Campeonato Paraguaio de Futebol de 1991 - Segunda Divisão | --      | --         | 1 (1952)                                                | 43            |

## Premiação
| Campeonato Paraguaio 1992 Primeira Divisão |
| Assunção                                   |
| ------------------------------------------ |
| Club Cerro Porteño Campeão (22º título)    |

## Classificação para a segunda vaga a Copa Libertadores
| Equipe        | Cidade   | Departamento     | No ano anterior                      | Estádio | Capacidade | Títulos        | Participações |
| ------------- | -------- | ---------------- | ------------------------------------ | ------- | ---------- | -------------- | ------------- |
| Club Olímpia  | Assunção | Distrito Capital | Campeão do Torneo República de 1992  | --      | --         | 0 (não possui) | 1             |
| Club Libertad | Assunção | Distrito Capital | Vice Campeão do Campeonato Paraguaio | --      | --         | 0 (não possui) | 1             |

| Acesso a Segunda Vaga Copa Libertadores da América de 1993 |
| Assunção                                                   |
| ---------------------------------------------------------- |
| Club Olímpia Campeão (1º título)                           |